# Ateleute linearis
Ateleute linearis là một loài tò vò trong họ Ichneumonidae.